# Plana d'Orpesa-Torreblanca

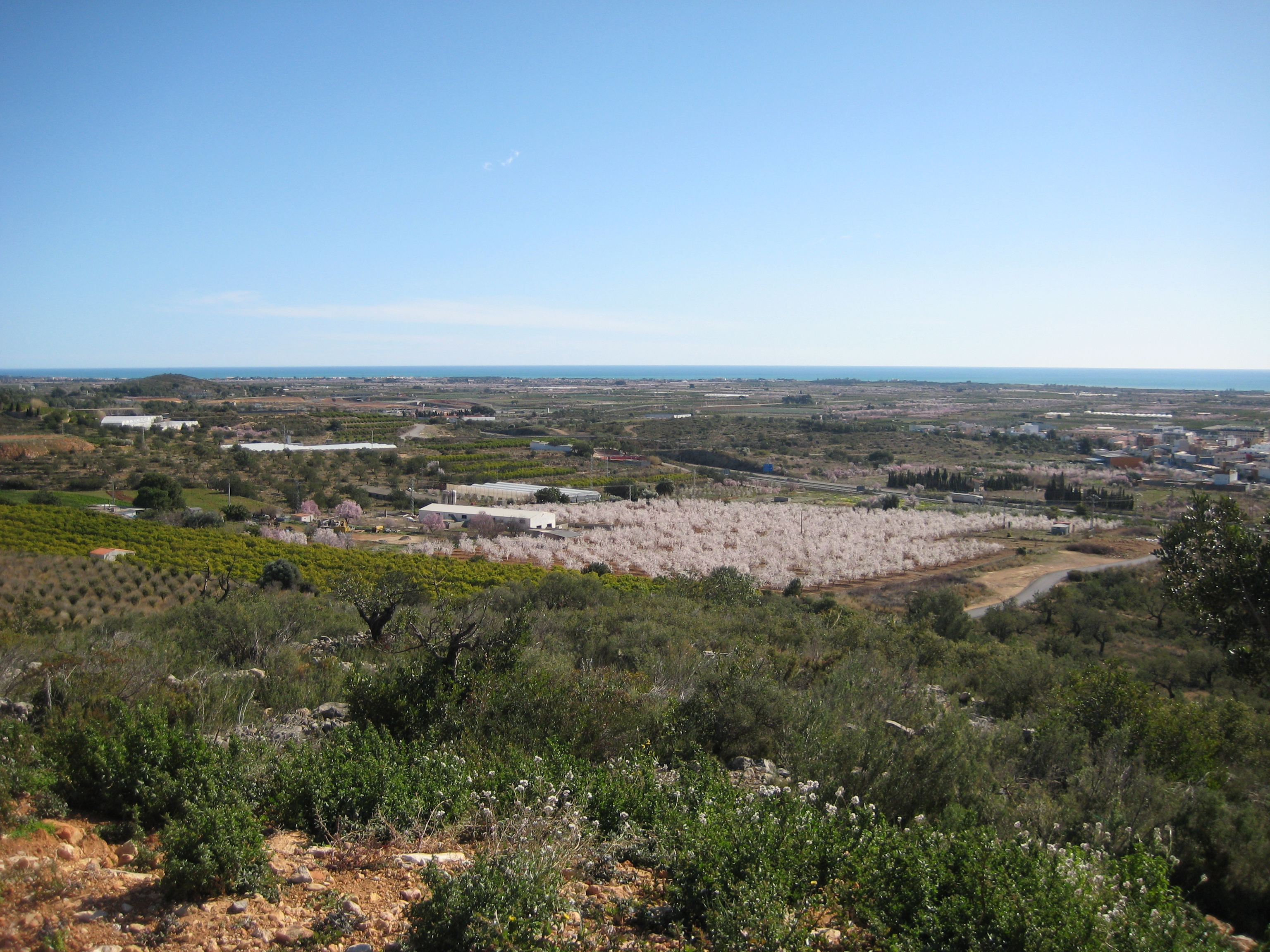
Zona nord de la Plana d'Orpesa-Torreblanca

La Plana d'Orpesa-Torreblanca, també coneguda com a Plana d'Orpesa-Cabanes-Torreblanca, és una plana litoral del nord del País Valencià, integrada en les comarques de la Plana Alta i el Baix Maestrat, i ocupa part dels municipis d'Alcalà de Xivert, Torreblanca, Cabanes i Orpesa.
La plana litoral, d'entre 90 i 120 km², està limitada, al nord, per la serra d'Irta i les talaies d'Alcalà, a l'oest, per la serra d'en Galceran i la serra de les Santes, al sud, per la serra del Desert de les Palmes i la serra d'Orpesa, i a l'est, per la mar Mediterrània. i la travessen, perpendicularment a la línia de costa, la rambla d'Estopet, el riu de les Coves, els barrancs del Toll i de la Rabossa, la rambla de Manyes, el barranc de la font del Campello, i el riu Xinxilla.

## Geomorfologia
La plana d'Orpesa-Torreblanca és una planura al·luvial costera que forma part del conjunt de fosses tectòniques del Maestrat oriental. La plana té un origen tectònic, al reactivar-se les fractures de direcció catalana (NE-SW) paral·leles a la costa, a principis del Quaternari, i formar un bloc afonat que es va anar omplint per la xarxa fluvial amb materials detrítics.
Al centre de la plana es troba el Prat de Cabanes-Torreblanca, una marjal que s'estén entre les desembocadures dels rius de les Coves i Xinxilla, amb una amplària mitjana de quilòmetre i mig, àrea permanentment inundada, amb abundant vegetació.
Des d'Alcossebre cap a Orpesa, el litoral de la plana presenta uns dipòsits de conglomerats plioquaternaris formant penya-segats baixos amb platges d'arena intercalades. Entre el riu de les Coves i el riu Xinxilla hi ha un cordó litoral de còdols, formant una restinga de quasi 8 km, que tanca el Prat de Cabanes-Torreblanca. Separat pel riu Xinxilla es troba l'albufera d'Orpesa, amb arenes i dunes fòssils. En els darrers 50 anys ha estat constatat un retrocés en la línia de costa d'entre 20 i 60 metres
En el relleu de la plana es poden distingir quatre unitats: un peu de muntanya costaner format per sediments procedents de l'erosió del relleu proper; un glacis relicte, més o menys uniforme, amb circulació subterrània d'aigües provinents de les serres properes; la marjal o franja de terra que rodeja l'antiga albufera; i la restinga, formada principalment per graves i còdols.

## Acció antròpica
Espai tradicionalment agrari amb explotació de les turberes de la marjal, des dels anys 60 del segle xx s'ha anat incrementant la importància del sector turístic, fonamentalment en Alcossebre, Orpesa, i en la costa torreblanquina (Platja de Torrenostra). En els inicis del segle xxi l'expansió turística ha estat molt forta, on destaca la megaurbanització de Marina d'Or.
La creació en 1988 del Paratge Natural del Prat de Cabanes-Torreblanca, en el centre de la plana, i a més a més, en els seus límits meridional i septentrional, la creació del Paratge Natural del Desert de les Palmes, en 1989, i en 2002, la creació del Parc Natural de la Serra d'Irta, suposa el reconeixement d'un marc privilegiat, que pot ésser amenatzat pels projectes de construccions d'urbanitzacions turístiques.